# Pure (Lara Fabian)
Pure è un album della cantante italo-belga Lara Fabian, pubblicato nel 1996 su etichetta PolyGram.

## Descrizione
L'album contiene in tutto 11 brani.
L'album alterna brani più andanti e pop, come Alléluia, con altri più lenti e riflessivi: tra di essi spicca il brano Humana, la cui melodia si rifà in maniera evidente alla celebre Stand by Me.
Tra questi, figura, tra l'altro, la cover del brano di Massimo Ranieri Perdere l'amore.

## Tracce
1. Tout 04:19
2. J'Ai Zappe 05:08
3. La Différence 04:15
4. Humana	05:36
5. Urgent Désir 03:57 -
6. Les Amoureux De L'An Deux Mille 04:52
7. Ici 03:26
8. Alléluia 04:09
9. Je T'Aime 04:23
10. Je T'Appartiens 03:23
11. Perdere l'amore 04:55 – originariamente interpretata da Massimo Ranieri

## Formazione
- Lara Fabian - voce
- Dave Pickell - basso, organo Hammond, pianoforte, synth
- Rick Allison - batteria, pianoforte, tastiere
- Bruce Gaitsch - chitarra acustica, chitarra a corde di nylon
- Janey Clewer - synth
- Luc Boivin - percussioni
- Jocelyn Couture - tromba
- Zarzuela - cori

## Classifiche
| Classifica (1997-99) | Posizione massima |
| -------------------- | ----------------- |
| Belgio (Vallonia)    | 3                 |
| Francia              | 3                 |